# George Jellinek
George Jellinek (Újpest, 22 de dezembro de 1919 – 16 de janeiro de 2010) foi um apresentador do programa semanal de rádio "The Vocal Scene" na rádio WQXR por três décadas, entrevistando cantores de ópera e outra figuras.
Foi um apresentador húngaro do The Vocal Scene, um programa de rádio semanal produzido pela rádio WQXR na cidade de Nova York. Ao longo de três décadas, de 1969 a 2004, ele entrevistou constantemente cantores de ópera e outras figuras da música clássica em seu programa e apresentou gravações comparativas de árias e trechos com comentários que o New York Times considerou "enciclopédicos".
Jellinek serviu no Exército dos Estados Unidos e treinou em Inteligência Militar no Camp Ritchie, nas montanhas de Maryland, o que o tornou um dos Ritchie Boys.
Nascido em Újpest, Budapeste, Hungria, Jellinek foi um antigo morador da área da cidade de Nova York. Ele também era conhecido do público de rádio por suas aparições durante os intervalos nas transmissões de rádio da Metropolitan Opera.
Jellinek se aposentou do The Vocal Scene com a transmissão de 23 de dezembro de 2004. Em 31 de maio de 2006, ele foi condecorado pelo governo húngaro por suas contribuições ao longo da vida às artes.
Repetições de seu programa ainda podem ser ouvidas em várias estações, incluindo a WQXR em Nova York, a WFMT em Chicago e no canal VOX da XM Satellite Radio.
A estação de rádio WQXR anunciou sua morte em uma homenagem no ar em 18 de janeiro de 2010. Entre sua bibliografia está Callas: Retrato de uma Prima Donna (1960).